# The Ones Who Suffer
Pour plus de détails, voir Fiche technique et Distribution.
The Ones Who Suffer est un film muet américain réalisé par Colin Campbell et sorti en 1912.

## Fiche technique
- Titre : The Ones Who Suffer
- Réalisation : Colin Campbell
- Producteur : William Selig
- Société de production : Selig Polyscope Company
- Pays d'origine :  États-Unis
- Format : Noir et blanc — 35 mm — 1.33:1 — Muet
- Genre : Film dramatique
- Dates de sortie : 
  -  États-Unis : 21 mars 1912

## Distribution
- Tom Santschi
- Herbert Rawlinson
- Fred Huntley
- Edward H. Philbrook
- Bessie Eyton
- Al Ernest Garcia
- Nick Cogley
- Camille Astor